# Каструм
(Римски) Каструм представља утврђење карактеристично за Римско царство и има готово идентичну основу на целокупном његовом простору. Ова утврђења имају облик правоугаоника са заобљеним теменима у којима се налазе куле. У њих се улази кроз четири капије постављене на супротним бедемима које су међусобно повезане праволинијским путевима који се обично секу у средишту правоугaоне основе тј. самог каструма, где је обично смештен командант легије која је у њему стационирана. Њихов циљ је био да пруже неопходну заштиту римским легијама које су чувале границе Царства, тако да су позиције каструма диктирале границе Царства, а не добар стратешки положај који је због околног терена много лакше бранити као што је случај код других типова утврђења.